# Francisco Villagrán
Francisco Villagrán, conocido como el Chito (Nueva España, hacia 1785-Huichapan, 14 de mayo de 1813) fue un campesino novohispano que participó en la insurgencia durante la guerra de independencia de México. Algunos autores lo refieren como José María Villagrán.

## Semblanza biográfica
Fue hijo de Julián Villagrán, quien se levantó en armas a favor de la causa independentista. A diferencia de su padre, se unió a la revolución para evitar caer en manos de la justicia, pues se le buscaba por haber asesinado a un hombre de apellido Chávez. Ocupó, junto con su padre, la plaza de San Juan del Río, fue perseguido por José de la Cruz quien lo obligó a repelgarse a la sierra Gorda.
Sostuvo varias escaramuzas contra las tropas realistas del mayor Calafat. En mayo de 1811 combatió al lado de Mariano Aldama en Tequisquiapan en contra del mayor Alonso y del teniente coronel Castro en la batalla de la Magdalena. Los insurgente perdieron dos cañones y fueron obligados a ceder la plaza de Cadereyta. Más tarde se apoderó de Huichapan, lugar en donde se fortificó. La Suprema Junta Nacional Americana le otorgó el grado de mariscal de campo, sin embargo Chito no reconoció la autoridad del organismo. En noviembre de 1811 estuvo a punto de capturar en Calpulalpan al obispo de Guadalajara Juan Cruz Ruiz de Cabañas y Crespo, quien se encontraba en tránsito hacia su diócesis.
A principios de 1812 fue derrotado en Tulancingo, pero logró vencer a los realistas en Atotonilco. En octubre de 1812, las fuerzas insurgentes realizaron un ataque coordinado a Ixmiquilpan, se esperaba el apoyo de las tropas de Chito, sin embargo éste no acudió al sitio; por tal motivo el ataque fue un fracaso. Ignacio López Rayón quiso castigarlo, pero Chito sin reconocer su autoridad lo enfrentó y obligó a escapar a Tlalpujahua. A pesar de las desavenencias con Rayón, los Villagrán siguieron teniendo el control de la zona rechazando al ejército realista durante el resto del año.
Finalmente en mayo de 1813 intentó atacar un convoy realista dirigido por el capitán Ordónez, pero fue flanqueado por una fuerza de tres mil hombres bajo el mando del teniente coronel Pedro Monsalve. El Chito se refugió con sus hombres en Huichapan, después de defenderse durante veintiocho horas en la parroquia y en el fortín del Calvario los insurgentes tuvieron que rendirse. Monsalve intentó negociar la vida de Chito con su padre a cambio de la plaza de Zimapán y la rendición del resto de los insurgentes de la zona. Ante la negativa de su padre, Chito fue fusilado en Huichapan el 14 de mayo de 1813.